# Dovhyi
Dovhyi er en lille sandø i Ochakiv rajon, Mykolaiv oblast i Ukraine .
Øen fungerer sammen med Kruhlyi-øen som en adskillelse af Jahorlytska-bugten fra Sortehavet, der ligger i den vestlige del af bugten. Den ligger syd for Kinburn-halvøen. Dovhyi-øen er 6 km lang og omkring 1 km bred.